# Pozo de Urama
Pozo de Urama – gmina w Hiszpanii, w prowincji Palencia, w Kastylii i León, o powierzchni 13,81 km². W 2011 roku gmina liczyła 31 mieszkańców.